# 棕尾雙鋸魚
棕尾雙鋸魚為輻鰭魚綱鱸形目隆頭魚亞目雀鯛科的其中一種。

## 分布
本魚分布於西印度洋區，包括塞席爾群島海域。

## 深度
水深5至30公尺。

## 特徵
本魚體側扁，口小。體紅棕色，下頷、下腹部、胸鰭、腹鰭及臀鰭為黃色，尾柄與尾鰭白色，體具2條白色粗橫帶，一條在眼睛後方，一條從背鰭中間延伸至肛門處，背鰭硬棘11枚；軟條15至16枚；臀鰭硬棘2枚；軟條14枚。體長可達14公分。

## 生態
本魚主要生活在珊瑚礁或潟湖，常和海葵共生，因為它的皮膚對海葵的毒液有免疫能力，故躲在海葵中，不啻是得到良好的保護，有嚴格的統治階級，最大且最具攻擊性的是雌魚，位於頂部。一群中只有兩隻小丑魚，一雄一雌，透過體外受精進行繁殖，是連續雌雄同體，先發育成雄魚，成熟後變成雌魚，以藻類和浮游生物為食。

## 相似種

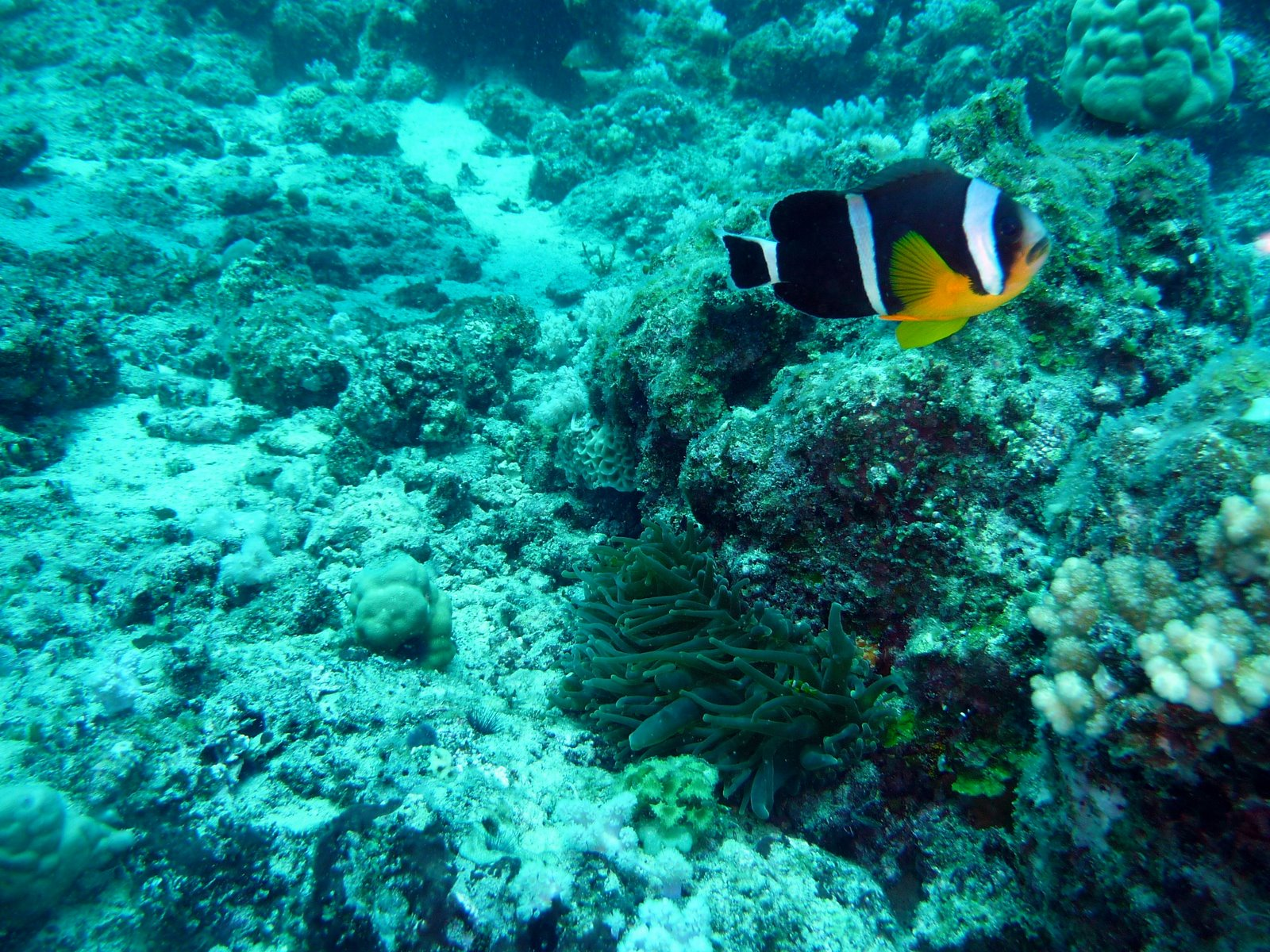
[金腹雙鋸魚]](Amphiprion chrysogaster)

## 經濟利用
多為觀賞魚，不供食用。